# ماريوس تريسور
ماريوس تريزور (15 يناير 1950

 في سانت آن) (بالفرنسية: Marius Trésor)‏ لاعب كرة قدم فرنسي ذو أصول جوادلوبية معتزل كان يجيد اللعب في خط الدفاع .
لعب تريزور في أندية يوفينتوس سانت آن (1958-1969) أجاكسيو (1969-1972) مرسيليا (1972-1980) بوردو (1980-1984) .
ساهم تريزور في تتويج نادي مرسيليا ببطولة كأس فرنسا موسم 1975-1976 كما ساهم في تتويج نادي بوردو ببطولة دوري الدرجة الأولى موسم 1983-1984 .
شارك تريزور مع منتخب فرنسا في 65 مباراة دولية مسجلا 4 أهداف في الفترة من 1971 إلى 1983 . سجل تريزور اسمه في التاريخ بكونه أول لاعب أسود يشارك مع منتخب فرنسا .
تم استدعاء تريزور للمشاركة في بطولة كأس العالم لكرة القدم 1978 التي أقيمت في الأرجنتين . شارك تريزور أساسيا في جميع المباريات حيث خسر من منتخبي إيطاليا والأرجنتين المستضيف بنفس النتيجة 1-2 ثم فاز على منتخب المجر 3-1 .
تم استدعاء تريزور مجددا للمشاركة في بطولة كأس العالم لكرة القدم 1982 التي أقيمت في إسبانيا . واصل تريزور مشاركته أساسيا حيث ساهم في الفوز على منتخب الكويت 4/1 والتعادل مع منتخب تشيكوسلوفاكيا 1/1 والخسارة من منتخب إنجلترا 1/3 وبالتالي احتلال المركز الثاني . في الدور الثاني استطاع أن يساهم في التغلب على منتخبي النمسا وإيرلندا الشمالية 1-0 و4-1 على التوالي . في الدور النصف النهائي خسر من منتخب ألمانيا الغربية 4-5 بركلات الجزاء الترجيحية بعد انتهاء الوقتين الأصلي والإضافي بالتعادل 3-3 وفي مباراة تحديد صاحب المركز الثالث خسر من منتخب بولندا 2-3 .

## روابط خارجية
- ماريوس تريسور على موقع IMDb (الإنجليزية)
- ماريوس تريسور على موقع ميوزك برينز (الإنجليزية)
- ماريوس تريسور على موقع ديسكوغز (الإنجليزية)
- ماريوس تريسور على موقع الاتحاد الدولي (مؤرشف)  (الإنجليزية)
- ماريوس تريسور على موقع الاتحاد الأوربي (الإنجليزية)
- ماريوس تريسور على موقع قاعدة بيانات كرة القدم.إي يو (الإنجليزية)
- ماريوس تريسور على موقع ليكيب (الفرنسية)
- ماريوس تريسور على موقع ناشيونال فوتبول تيمز (الإنجليزية)
- ماريوس تريسور على موقع عالم كرة القدم.نت (الإنجليزية)
- ماريوس تريسور على موقع كووورة